# 孙恒虎
孙恒虎（1955年9月—），男，山东海阳人，中国材料专家，中国矿业大学教授、清华大学教授，博士生导师，主要从事矿用新材料等领域研究。中华人民共和国教育部首批“长江学者”特聘教授。曾发明凝石材料、高水速凝材料、高强喷射混凝土以及全砂土固结材料等，创建高水固结充填等理论与工艺模式。

## 生平
1982年毕业于北京钢铁学院（今北京科技大学），1988年获中国矿业大学工学博士。20世纪末，先后担任加拿大多家公司的技术人员。 